# ژوزف سووو
 ژوزف سووو (انگلیسی: Joseph Sauveur؛ زاده ۲۴ مارس ۱۶۵۳ درگذشته ۹ ژوئیهٔ ۱۷۱۶) یک فیزیک‌دان اهل فرانسه بود. وی از اجداد کریستین رونالدو بود که فرزند وی یعنی ماری سووو به پرتغال مهاجرت کرد و با مردی به نام ایزاک رونالدو ازدواج کرد. او در وصیت نامه اش نوشته است که از اجرام اسمانی و ملکوتی به من وحی شده است که ورزشی به نام فوتبال میاید و یکی از نوادگان تو قرار است در این ورزش موفق باشد پس هر موقع امتیازی کسب کردی بگو سووو که یاد اجدادت حفظ شود .